# 萊蒙特 (伊利諾伊州)
萊蒙特（英語：Lemont）是位於美國伊利諾伊州庫克縣和杜佩奇縣的一個村落。

## 地理
萊蒙特的座標為41°33′57″N 87°32′45″W / 41.56583°N 87.54583°W，而該地最高點為海拔高度185米（即607英尺）。

## 人口
根據2010年美國人口普查的數據，萊蒙特的面積為22.21平方千米，當中陸地面積為22.18平方千米，而水域面積為1.03平方千米。當地共有人口16000人，而人口密度為每平方千米720人。